# 三咲恭子
三咲 恭子（みさき きょうこ、1973年7月1日 - ）は、日本のAV女優。アーティカル所属。
愛知県名古屋出身。身長:160cm。スリーサイズ:B100(G-75)・W63・H88。

## 略歴・人物
2009年3月に溜池ゴロー専属第三弾女優としてデビュー。
元・水泳のインストラクター（溜池ゴロー 三咲恭子特設ページ プロフィール）。
人妻ものの出演が多い。

## 出演作品

### アダルトビデオ
2009年
- 初めての人妻さん 〜専属スペシャル〜 （3月13日、溜池ゴロー）
- 隣の人妻 （4月1日、溜池ゴロー）
- 義母 恭子 （5月1日、溜池ゴロー）
- 女教師 恭子 （6月13日、溜池ゴロー）
- 義母奴隷 （7月13日、溜池ゴロー）
- 夫の前で…（8月7日、エマニエル）
- 犯された兄嫁 （8月16日、タカラ映像）
- となりの奥さんを犯したい （8月25日、マドンナ）
- 美しい僕のおばさん（9月25日、マドンナ）
- 叔母さんの膨らみ （11月19日、タカラ映像）

### 動画配信
- 三咲恭子／厳選　お母さん．com